# Moosbach (Oberpfalz)

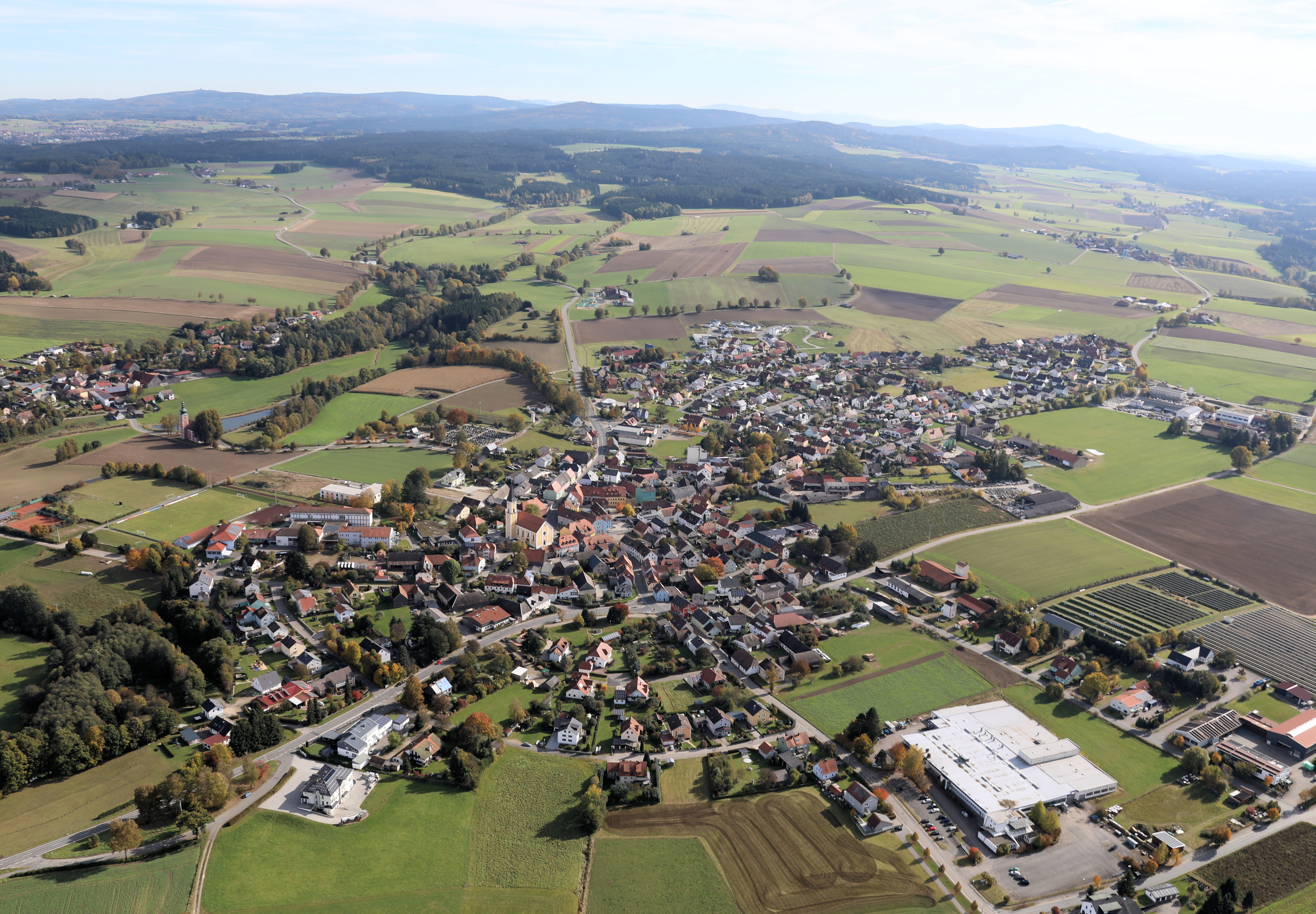
Gesamtansicht Moosbach (2021)

Moosbach ([ˈmoːsˌbax] ) ist ein Markt im Oberpfälzer Landkreis Neustadt an der Waldnaab.

## Geografie

### Geografische Lage
Moosbach liegt in der Planungsregion Oberpfalz-Nord im Oberpfälzer Wald, einem Mittelgebirge entlang der Grenze zwischen Bayern und Tschechien. Der Markt befindet sich rund zwölf Kilometer von der tschechischen Grenze entfernt. Die höchste Erhebung im Gemeindegebiet ist der 771 m hohe Eisberg in der Nähe der Ortschaft Rückersrieth.

### Nachbargemeinden
Die Nachbargemeinden (im Uhrzeigersinn) sind Pleystein, Waidhaus, Eslarn, Oberviechtach, Teunz, Tännesberg, Vohenstrauß.
| Vohenstrauß 6,5 km | Pleystein 6 km                              | Waidhaus 8,5 km       |
| Tännesberg 9 km    | Kompassrose, die auf Nachbargemeinden zeigt | Eslarn 7,4 km         |
| Teunz 12 km        | Oberviechtach 14,3 km                       | Oberviechtach 14,3 km |

### Gemeindegliederung
Es gibt 37 Gemeindeteile (in Klammern ist der Siedlungstyp angegeben):
- Burgschleif (Einöde)
- Burgtreswitz (Kirchdorf)
- Etzgersrieth (Pfarrdorf)
- Fluröd (Einöde)
- Gaisheim (Dorf)
- Gebhardsreuth (Dorf)
- Gebhardsreutherschleife (Einöde)
- Gröbenstädt (Dorf)
- Grub (Dorf)
- Hammermühle (Einöde)
- Hechtlmühle (Einöde)
- Heumaden (Dorf)
- Isgier (Dorf)
- Kemnitzerschleif (Einöde)
- Leinschlag (Einöde)
- Lohhof (Einöde)
- Moosbach (Hauptort)
- Mühlschleif (Einöde)
- Neubau (Einöde)
- Niederland (Weiler)
- Ödbraunetsrieth (Dorf)
- Ödhof (Einöde)
- Ödpielmannsberg (Dorf)
- Pfaffenrieth (Weiler)
- Pielhof (Einöde)
- Pielmühle (Einöde)
- Ragenwies (Dorf)
- Rohrhof (Einöde)
- Rückersrieth (Dorf)
- Sägmühle (Einöde)
- Saubersrieth (Dorf)
- Strehberg (Einöde)
- Tradlhof (Einöde)
- Tröbes (Kirchdorf)
- Uchamühle (Einöde)
- Waltenrieth (Einöde)
- Wirthsschleif (Einöde)

Die Gemeindeteile Mühlschleif und Tradlhof sind unbewohnt.

## Geschichte

### Bis zur Gemeindegründung

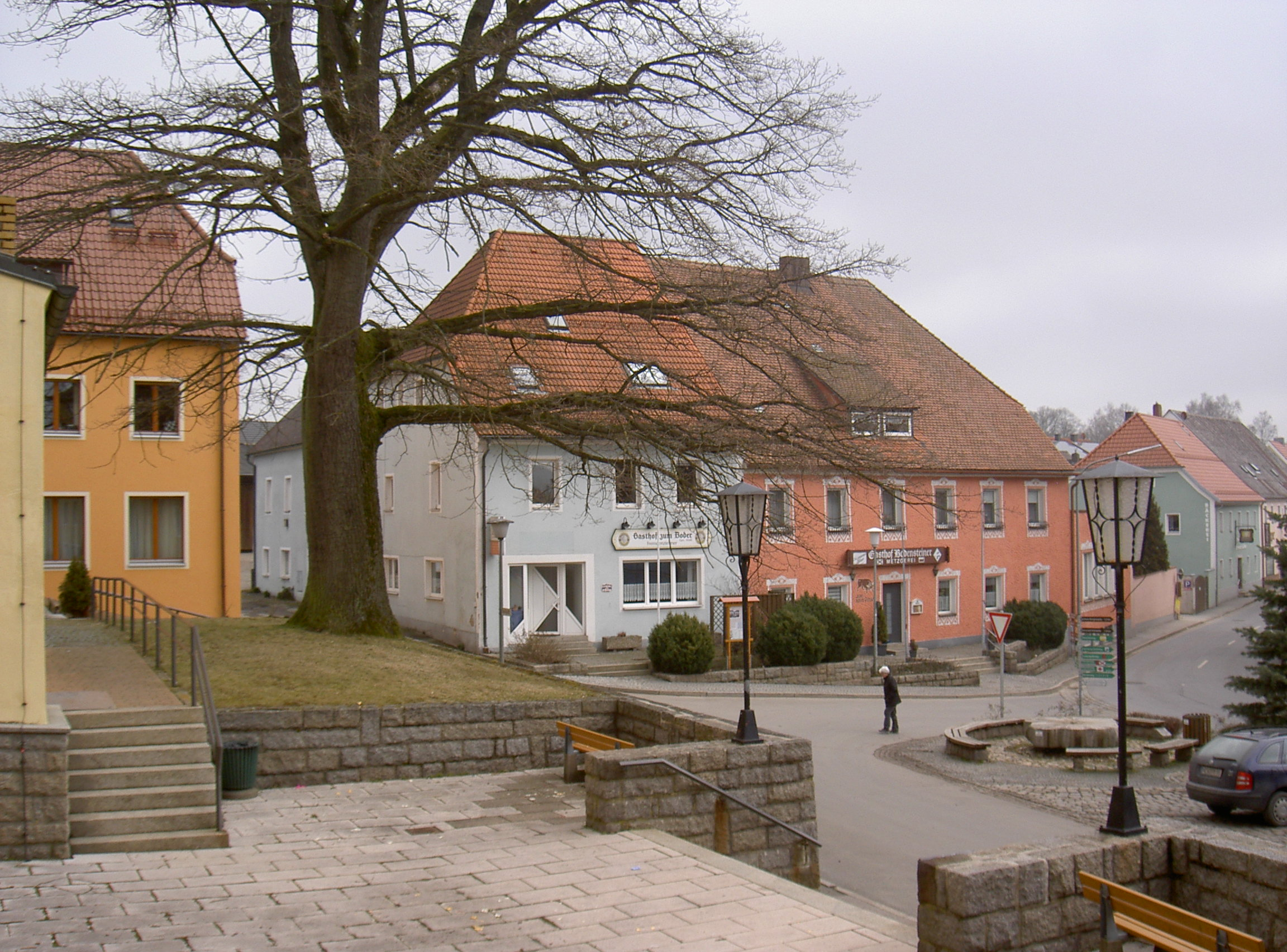
Zentrum

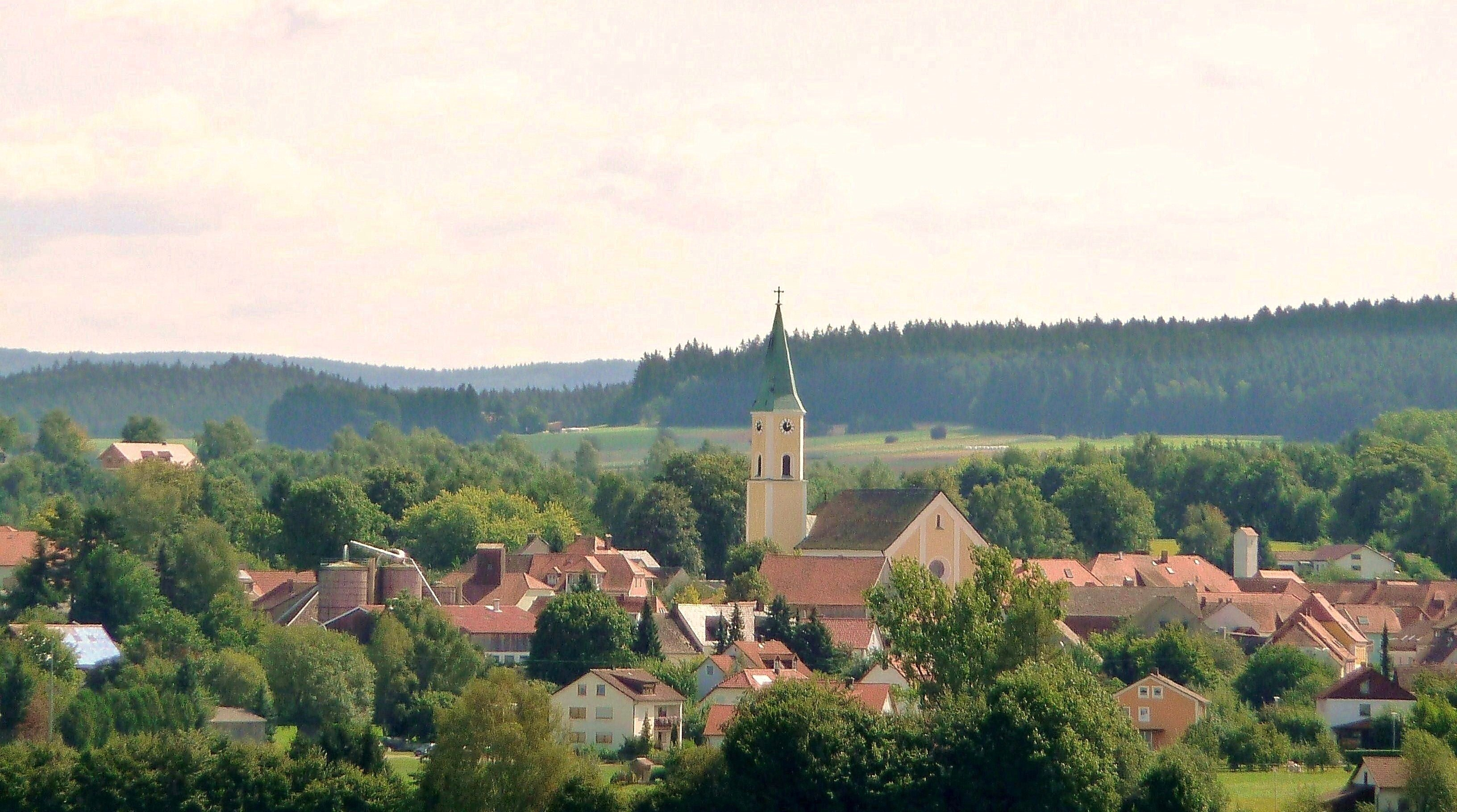
Blick auf Moosbach

Der 1147 erstmals erwähnte Markt Moosbach gehörte lange zum Rentamt Amberg und zum Landgericht Treswitz des Kurfürstentums Bayern. Moosbach besaß das Marktrecht mit wichtigen Eigenrechten. 1809 wurde das zuständige Landgericht nach Vohenstrauß verlegt. Im Jahr 1818 entstand die Gemeinde.

### Eingemeindungen
Im Jahr 1939 wurde ein Teil der bis dahin selbständigen Gemeinde Niederland eingegliedert. Im Zuge der Gebietsreform in Bayern kam am 1. Januar 1971 Gröbenstädt hinzu. Burgtreswitz folgte am 1. April 1971. Im Jahr 1972 vergrößerte sich das Gebiet der Gemeinde Moosbach noch um Tröbes und Gebietsteile der aufgelösten Gemeinde Heumaden am 1. Januar sowie Etzgersrieth und Gebietsteile der aufgelösten Gemeinde Burkhardsrieth am 1. Juli.
Mit Wirkung zum 1. August 2013 wurden Moosbach einige Flurstücke des zuvor gemeindefreien Gebiets Michlbach zugeschlagen, die einen Flächenzuwachs von rund 35 Hektar bedeuten. Dieses zusätzliche Gebiet ist unbebaut und unbewohnt.

### Einwohnerentwicklung
| Jahr      | 1840 | 1900 | 1939 | 1950 | 1961 | 1970 | 1987 | 1991 | 1995 | 2000 | 2005 | 2010 | 2015 | 2020 |
| Einwohner | 3147 | 3221 | 2624 | 3092 | 2607 | 2641 | 2639 | 2790 | 2694 | 2678 | 2553 | 2487 | 2450 | 2353 |

Zwischen 1988 und 2018 sank die Einwohnerzahl von 2628 auf 2370 um 258 bzw. um 9,8 %.

## Politik

### Gemeinderat und Bürgermeister
Die Gemeinderatswahlen seit 2014 ergaben folgende Sitzverteilungen bzw. Stimmenanteile:
| Partei/Liste         | 2020 | 2020  | Sitze 2014 |
| Partei/Liste         | %    | Sitze | Sitze 2014 |
| -------------------- | ---- | ----- | ---------- |
| CSU                  | 37,7 | 5     | 6          |
| SPD                  | 11,5 | 2     | 3          |
| UWG                  | 22,4 | 3     | 3          |
| Freie Wähler Union   | 16,6 | 2     | 2          |
| Bürgerliste Moosbach | 11,9 | 2     | –          |

Erster Bürgermeister ist Armin Bulenda (CSU).

### Gemeindefinanzen
Im Jahr 2011 betrugen die Gemeindesteuereinnahmen 1.031.000 Euro, davon waren 191.000 Euro Gewerbesteuereinnahmen (netto).

## Wappen
| Wappen von Moosbach | Blasonierung: „Geteilt und oben gespalten; oben in Schwarz ein rot gekrönter, rot bewehrter goldener Löwe und die bayerischen Rauten; unten in Silber wachsend aus blauen Wellen ein Strauß grüner Blätter mit drei schwarzen Mooskolben.“ |
| Wappen von Moosbach | Das Wappen ist seit 1543 bekannt. |

## Sehenswürdigkeiten

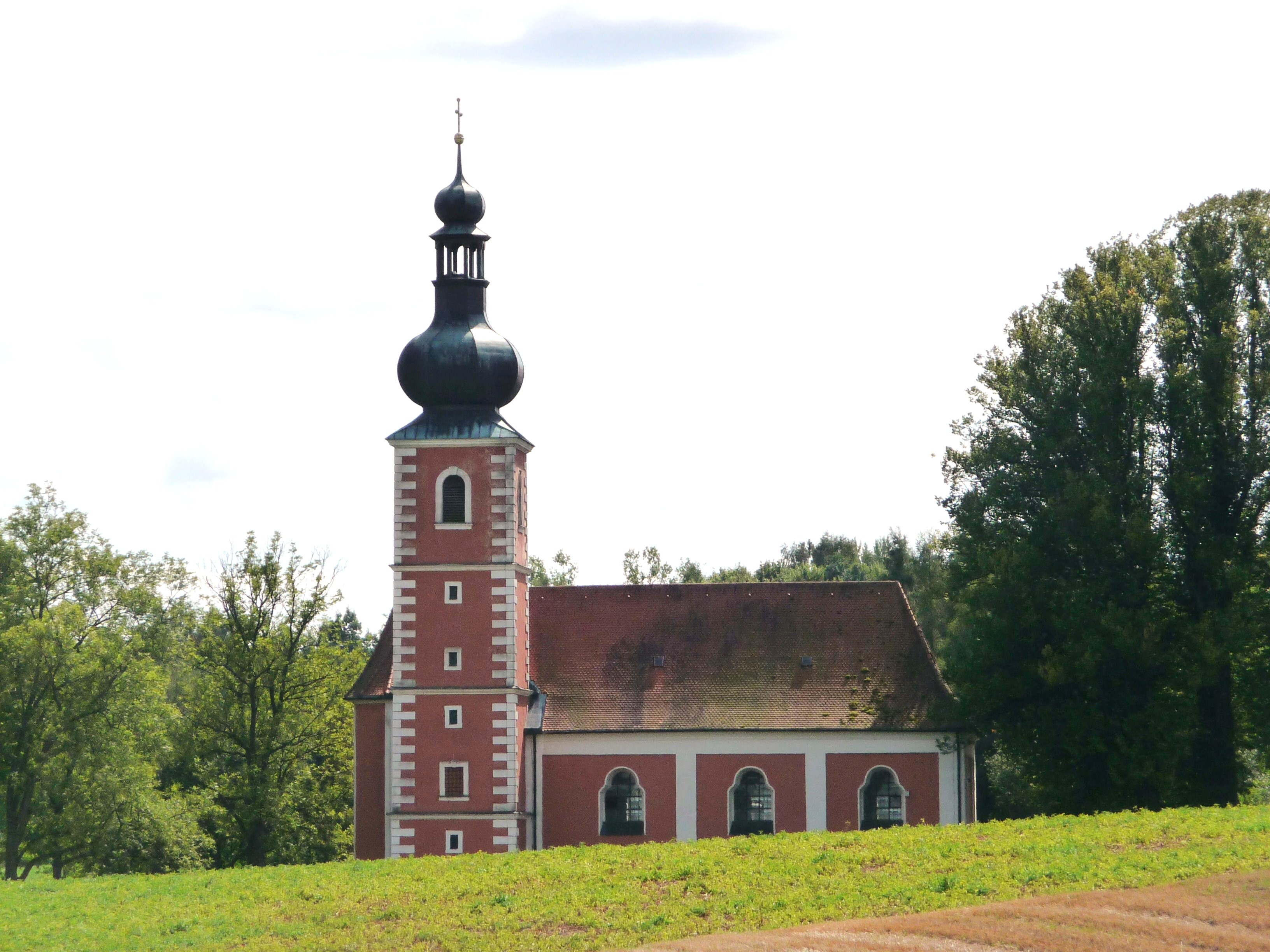
Wieskirche Moosbach

- Schloss Burg Treswitz, heute im Besitz der Gemeinde
- Die Pfarrkirche St. Peter und Paul ist die Nachfolgerin der 1848 durch einen Brand zerstörten, von 1734 bis 1738 erbauten Pfarrkirche. Sie wurde ab 1850 erbaut, der Rohbau war 1853 vollendet. Am 30. August 1859 weihte Bischof Ignatius von Senestrey die neue Kirche, die 1861 ihre Turmuhr erhielt. Die damalige Ausstattung wurde in der Mitte des 20. Jahrhunderts entfernt.
- Am nördlichen Ortsrand von Moosbach steht die von 1747 bis 1769 erbaute Wallfahrtskirche Wies. Das Gnadenbild des gegeißelten Heilands hat die gleichnamige Statue aus der Wieskirche zum Vorbild.
- Der Kurpark mit einer Fläche von acht Hektar
- Wanderwege
- Hammer Waltenrieth

## Wirtschaft und Infrastruktur

### Wirtschaft
Es gab 2011 nach der amtlichen Statistik im Bereich der Land- und Forstwirtschaft keine, im produzierenden Gewerbe 180 und im Bereich Handel und Verkehr 38 sozialversicherungspflichtig Beschäftigte am Arbeitsort. In sonstigen Wirtschaftsbereichen waren am Arbeitsort 46 Personen sozialversicherungspflichtig beschäftigt. Sozialversicherungspflichtig Beschäftigte am Wohnort gab es insgesamt 854. Im verarbeitenden Gewerbe gab es zwei Betriebe, im Bauhauptgewerbe drei Betriebe. Im Jahr 2010 bestanden zudem 113 landwirtschaftliche Betriebe mit einer landwirtschaftlich genutzten Fläche von insgesamt 3405 ha, davon waren 1995 ha Ackerfläche und 1396 ha Wiesen und Weiden.

### Bildung
Im Jahr 2012 (Schuljahr 2011/12) bestanden folgende Einrichtungen:
- ein Kindergarten mit 80 Kindergartenplätzen und 78 Kindern
- zwei Volksschulen mit insgesamt 13 Lehrern und 190 Schülern

## Bilder aus der Gemeinde

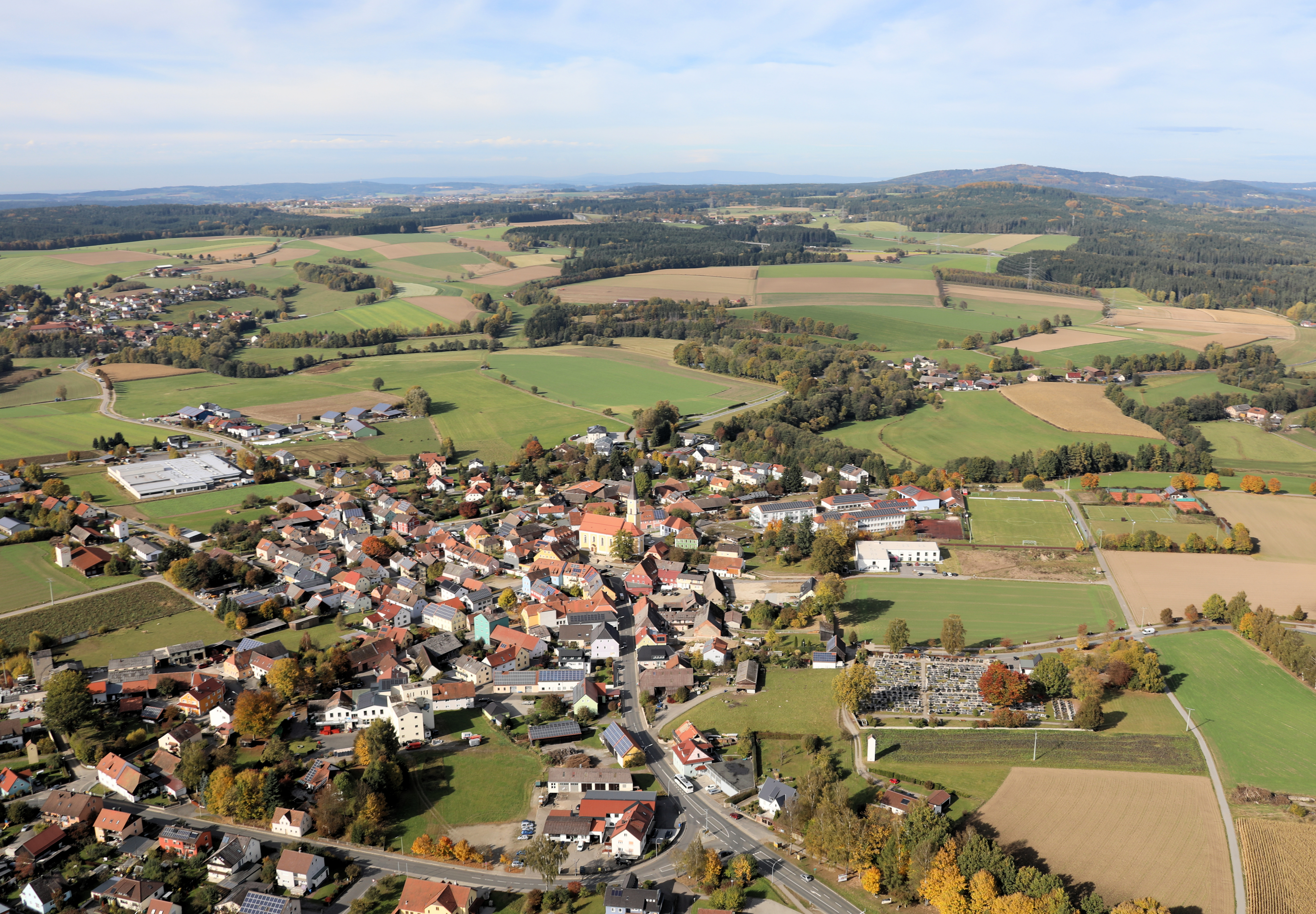
Moosbach (2021)
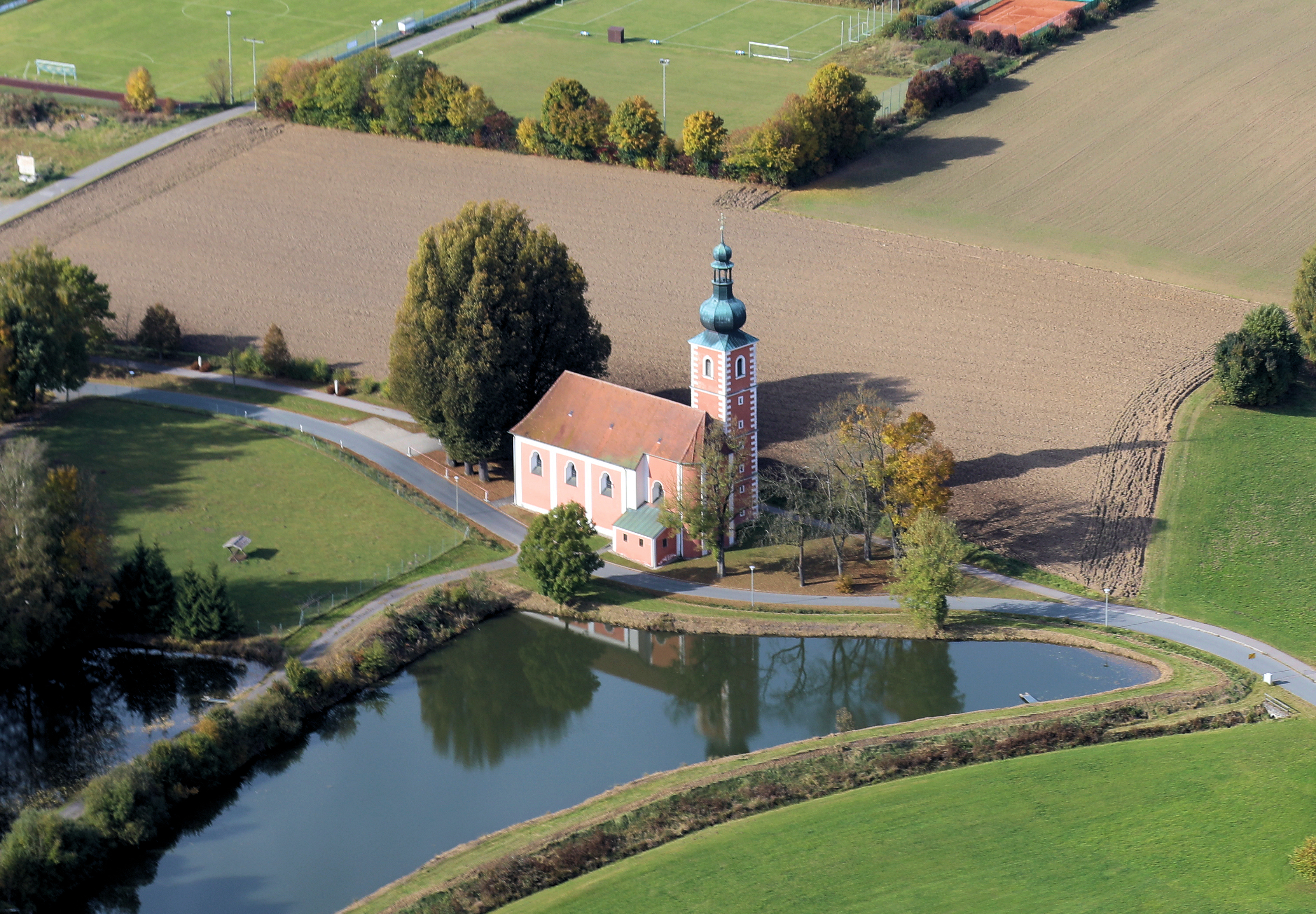
Wieskirche (2021)
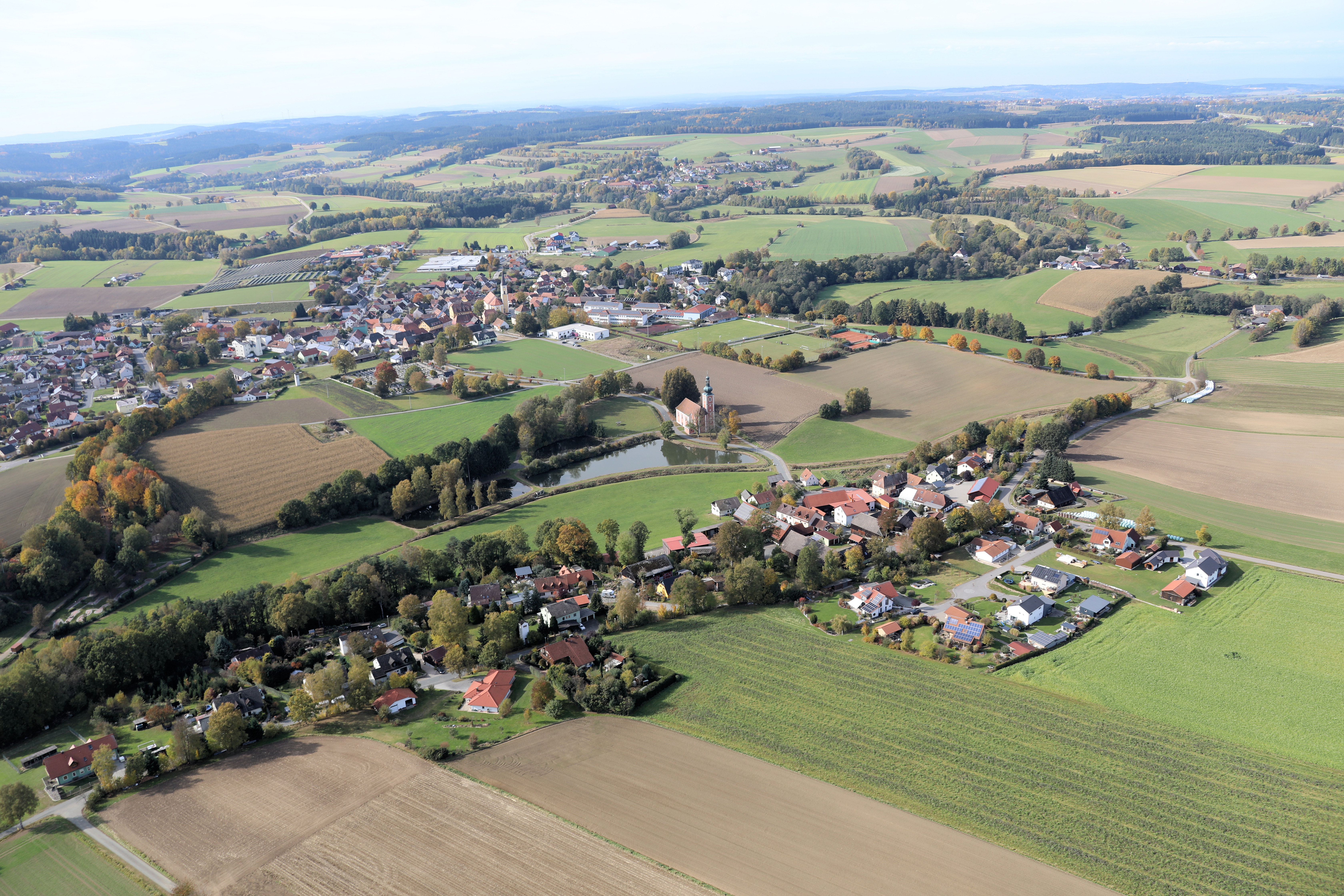
Grub (2021)
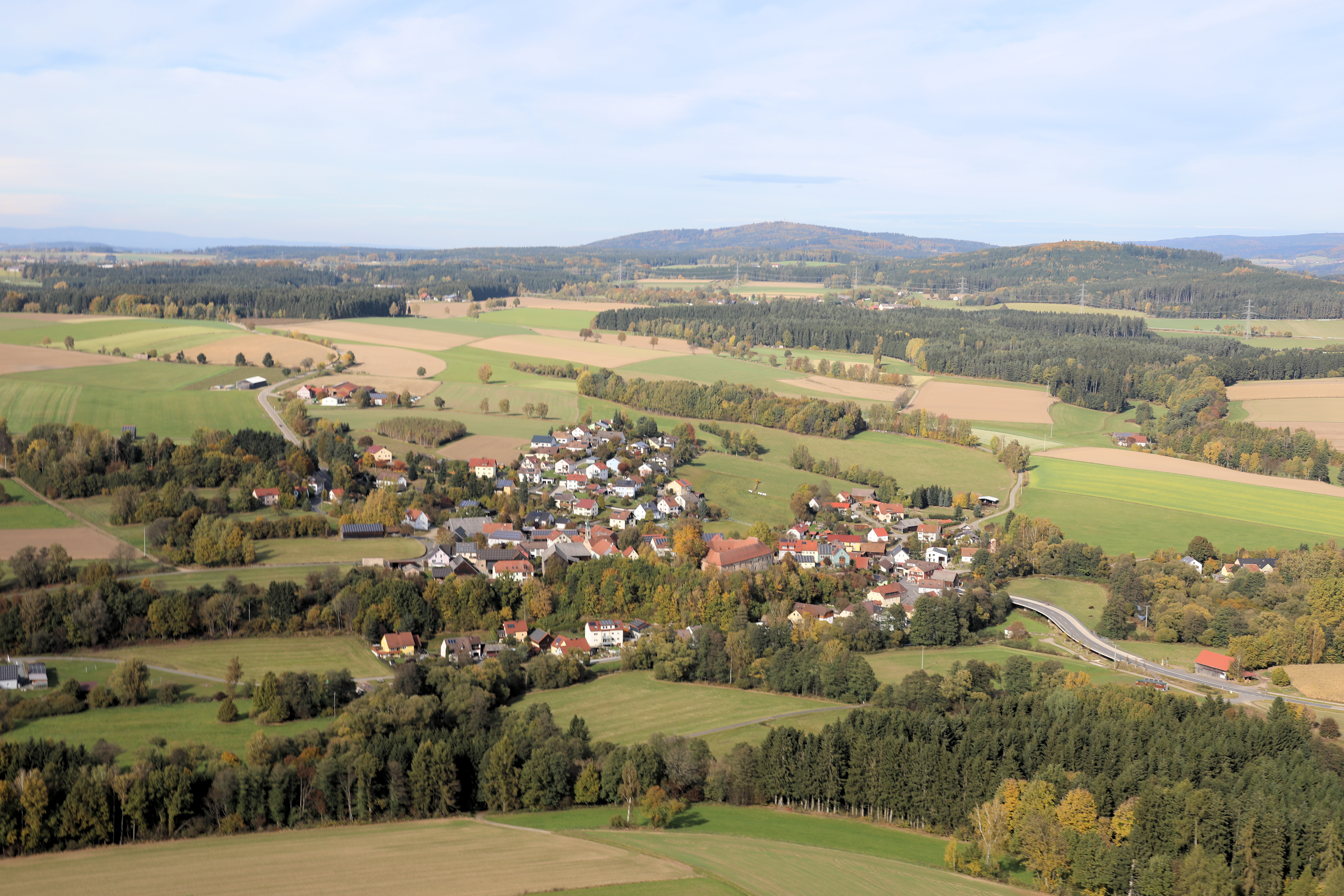
Burgtreswitz (2021)
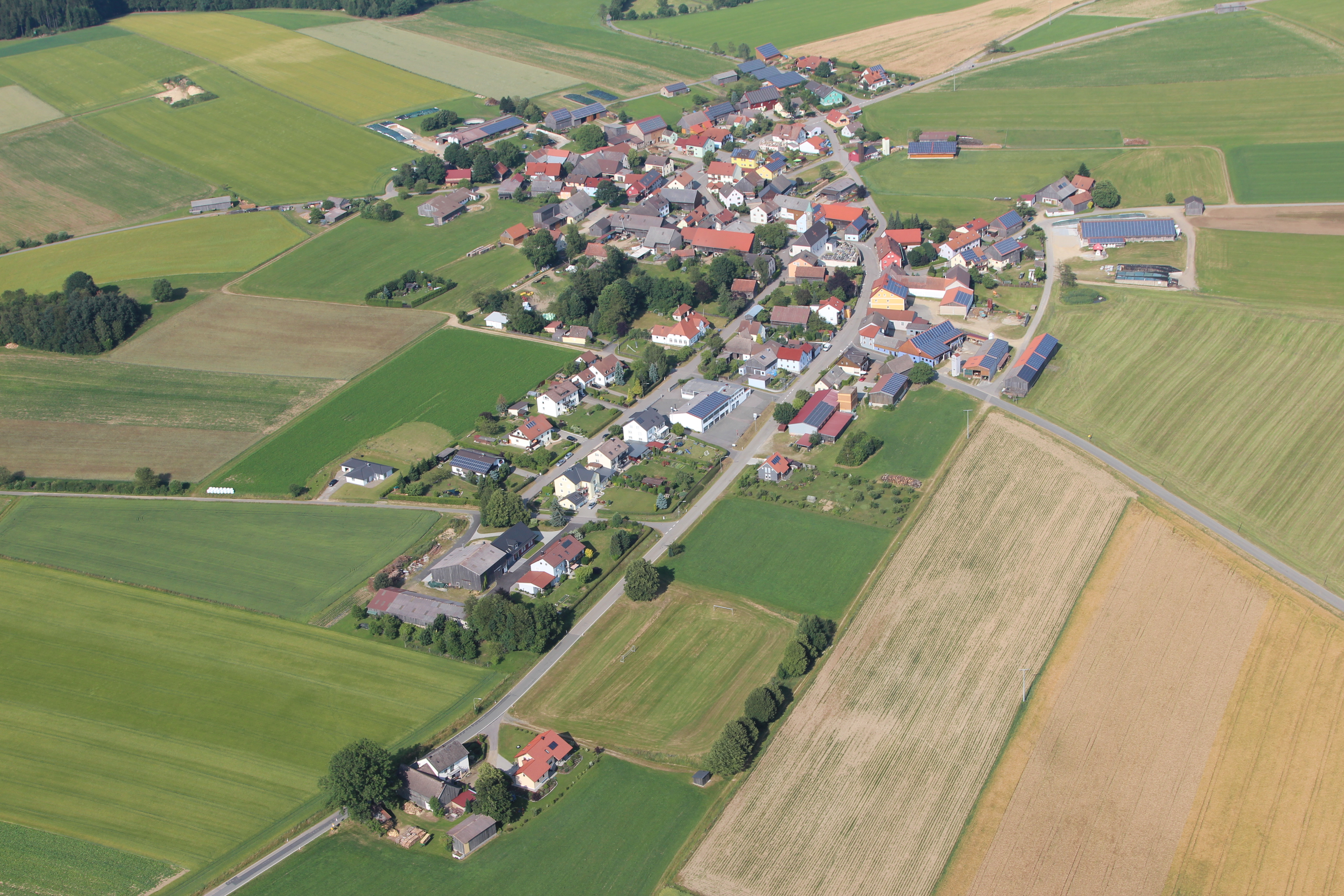
Etzgersrieth (2013)
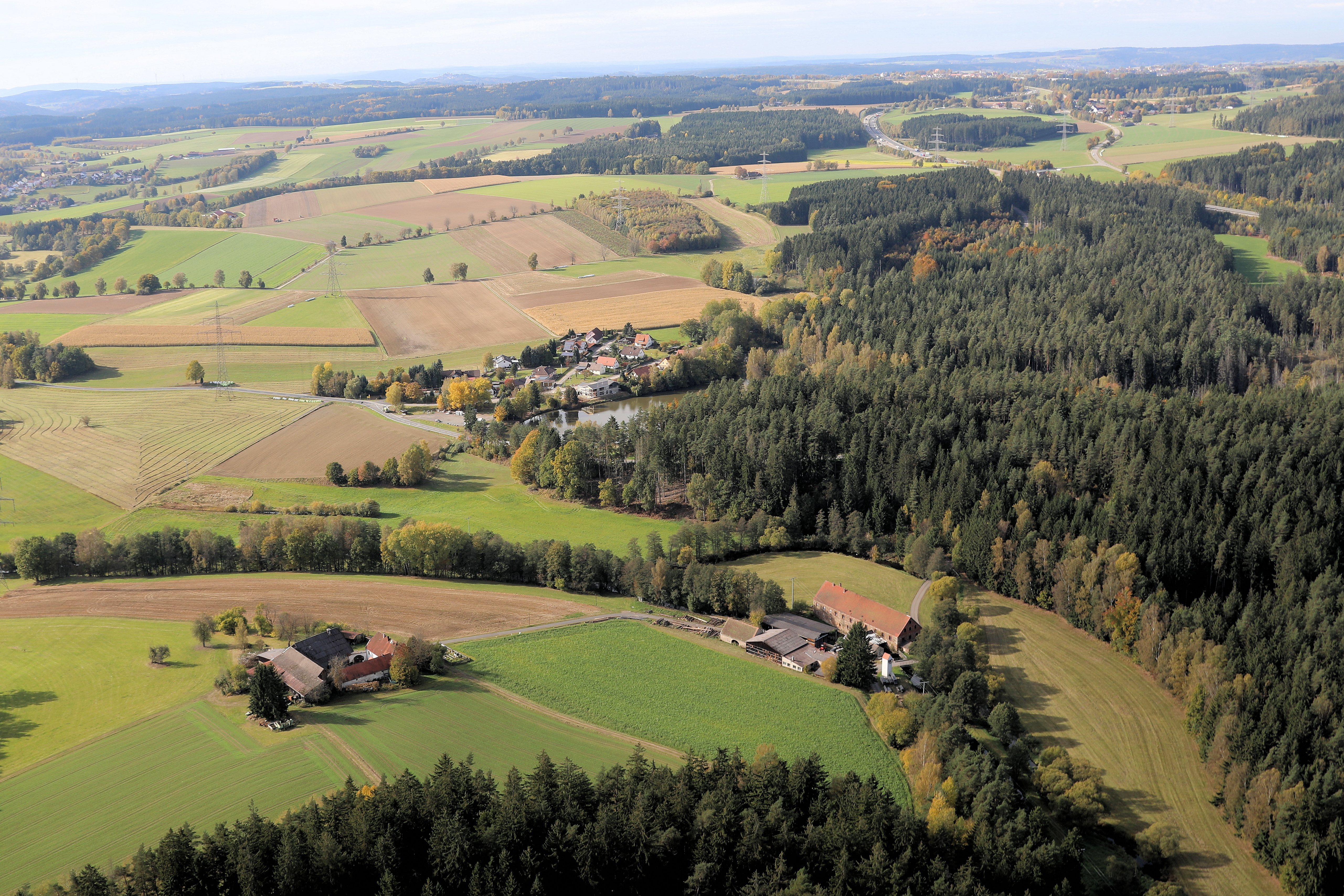
Gebhardsreutherschleife (2021)

## Söhne und Töchter der Stadt
- Gerhard Ambros (1928–2007), Funktionär der SED
- Alfred E. Hierold (* 1941), Theologe, Träger des Bundesverdienstkreuzes 1. Klasse
- Hermann J. Huber (1954–2009), Journalist